# Le Silence d'ailleurs
Pour plus de détails, voir Fiche technique et Distribution.
Le Silence d'ailleurs est un film français, sorti en 1990.

## Fiche technique
- Titre français : Le Silence d'ailleurs
- Réalisation : Guy Mouyal
- Scénario : Guy Mouyal
- Photographie : Alain Choquart
- Pays d'origine :  France
- Format : Couleurs
- Genre : drame
- Durée : 90 minutes
- Date de sortie : 14 février 1990

## Distribution
- Grégoire Colin : Christophe
- Clémentine Célarié : Jeanne
- Daniel Olbrychski : François
- Jean-Paul Lilienfeld : Marcel
- Michel Galabru : Henri
- Smaïl Mekki : Mostephe